# Giamaica ai XIX Giochi olimpici invernali
La Giamaica partecipò ai XIX Giochi olimpici invernali, svoltisi a Salt Lake City, Stati Uniti d'America, dall'8 al 24 febbraio 2002, con una delegazione di 2 atleti impegnati in una disciplina.

## Delegazione
| Sport  | Uomini | Donne | Totale |
| ------ | ------ | ----- | ------ |
| Bob    | 2      | 0     | 2      |
| Totale | 2      | 0     | 2      |

## Risultati

### Bob
Bob a due maschile
| Pos. | Eq         | Atleti                        | Manche1 | Manche2 | Manche3 | Manche4 | Totale  | Distacco |
| ---- | ---------- | ----------------------------- | ------- | ------- | ------- | ------- | ------- | -------- |
| 28   | Giamaica I | Winston Watts Lascelles Brown | 48.59   | 48.58   | 49.01   | 48.76   | 3:14.94 | +4.83    |